# Kazimierz Krzysztof Kłokocki
Kazimierz Krzysztof Kłokocki herbu Nałęcz (ur. ok. 1625 – zm. 24 października 1685 w Starzynkach) – chorąży miński od 1684 roku, stolnik połocki od 1666 roku, w służbie Bogusława Radziwiłła od 1657 roku, starszy ekonom słucki w latach 1675–1682, kiedy zrzekł się urzędu i wycofał z życia politycznego, gubernator słucki w latach 1663–1669, komisarz słucki w latach 1658–1663, opiekun Ludwiki Karoliny i główny administrator jej dóbr po 1669 roku.
Miał synów: Hieronima Jana i Stanisława.
Dworzanin królewicza Karola Ferdynanda. Książę Bogusław Radziwiłł w spisanym w 1668 roku testamencie uczynił go jednym z dwunastu opiekunów swej jedynej córki Ludwiki Karoliny.
Poseł sejmiku mińskiego na sejm zwyczajny 1677 roku.
Podpisał z województwem płockim elekcję Jana II Kazimierza Wazy, podpisał elekcje Michała Korybuta Wiśniowieckiego i Jana III Sobieskiego. Pochowany w Słucku.